# Могошешти (Олт)
Могошешти (рум. Mogoșești) насеље је у Румунији у округу Олт у општини Скорничешти. Oпштина се налази на надморској висини од 218 m.

## Становништво
Према подацима из 2002. године у насељу је живело 635 становника, од којих су сви румунске националности.